# Малый Вердер
Первома́йское либо Першотра́вневое (укр. Першотравневе) — село,
Розовский поселковый совет,
Розовский район,
Запорожская область,
Украина.
Код КОАТУУ — 2324955103. Население по переписи 2001 года составляло 263 человека.

## Географическое положение
Село Першотравневое находится у одного из истоков реки Каратыш,
примыкает к селу Зоряное, на расстоянии в 0,5 км расположен пгт Розовка.
Рядом проходит железная дорога, станция Розовка в 1-м км.

## История
- В 1923 году приказом Мариупольского окружного исполкома в ознаменование 6-й годовщины Октябрьской революции село Екатеринополь переименовано в Перво-Майское[2].

## Происхождение названия
Село было названо в честь праздника весны и труда Первомая, отмечаемого в различных странах 1 мая; в СССР он назывался Международным днём солидарности трудящихся.
На территории Украиской ССР имелись 50 населённых населённых пунктов с названием Першотравневое и 27 — с названием Первомайское.